# U2.Communication
Albums de U2
The Complete U2
(2004) U218 Singles
(2006)
U2.Communication est un album live du groupe de rock irlandais U2. Il reprend des titres enregistrés pendant 4 dates de leur tournée Vertigo Tour de 2005, à Chicago et Milan.
Cet album (qui comporte un second CD-ROM contenant des fonds d'écran, écrans de veille, etc. de la tournée Vertigo Tour ainsi qu'un logiciel de lecture audio interactif et une vidéo exclusive du concert de Milan) est distribué uniquement aux membres du fan club officiel du site U2.com.

## Liste des titres
Toutes les chansons sont écrites et composées par U2, excepté Miss Sarajevo écrit par Passengers.
| 1.    | City of Blinding Lights                    | 9 et 10 mai 2005, Chicago, Illinois | 6:39 |
| 2.    | Vertigo / Stories for Boys (snippet)       | 9 et 10 mai 2005, Chicago           | 4:42 |
| 3.    | Elevation                                  | 9 et 10 mai 2005, Chicago           | 4:34 |
| 4.    | I Still Haven't Found What I'm Looking For | 20 et 21 juillet 2005, Milan, Italy | 4:05 |
| 5.    | Miracle Drug                               | 9 et 10 mai 2005, Chicago           | 4:12 |
| 6.    | Miss Sarajevo                              | 20 et 21 juillet 2005, Milan        | 5:14 |
| 7.    | The Fly                                    | 9 et 10 mai 2005, Chicago           | 5:25 |
| 8.    | With or Without You                        | 20 et 21 juillet 2005, Milan        | 6:22 |
| 41:14 |                                            |                                     |      |